# 菊野郎
菊野郎（きくやろう）は、日本の漫画家。

## 作品リスト

### 漫画
- 菊野郎のCAPCOM大好き本 （2008年6月、エンターブレイン）
- マンガでわかる生化学 （武村政春著）（2009年、オーム社）
- 青春ラリアット!! （蝉川タカマル原作）（2013年、ファミ通クリアコミックス、全2巻）
- ガンダムオンラインな日々 （2014年、サンライズ、全11話連載終了）
- ヒーローバトルコロシアム （2009年 - 2014年、ファミ通DS+Wii）
- 超兄貴　-愛のゴールデンボール- （エクストリーム原作） （2016年、ファミ通クリアコミックス、全1巻）
- 「刀剣乱舞-ONLINE-」アンソロジーコミック『4コマらんぶっ〜ぷちらんぶっ〜』 （2016年10月、ブシロード、全1巻）
- タナカの異世界成り上がり （ぐり原作） （2018年 - 2022年、バンブーコミックス、全3巻）
- 本好きの下剋上 〜司書になるためには手段を選んでいられません 〜公式コミックアンソロジー第3巻 （2019年12月、TOブックス）
- 捨てられ勇者は帰宅中 （ななめ44° 原作）（2019年 - 、コロナ・コミックス、既刊1巻、連載中）

### イラスト・挿絵
- ハイキュー!!バボカ!! （2014年、タカラトミー）
- 高瀬美恵『逆転裁判 逆転アイドル』 （2016年6月、角川つばさ文庫）
- 高瀬美恵『逆転裁判 逆転空港』 （2017年2月、角川つばさ文庫）